# ピノキオの宇宙大冒険
『ピノキオの宇宙大冒険』（ピノキオのうちゅうだいぼうけん、英題：Pinocchio in Outer Space, 仏題：Pinocchio dans l'espace）は、1965年にベルギーのベルヴィジョン・スタジオとアメリカのスワロー (Swallow) 社によって製作されたベルギー・アメリカの合作の長編アニメーション映画。

## 概説
ピノキオのキャラクターたちが文字どおり宇宙に冒険するというオリジナルな奇想天外なストーリー。日本では1968年（昭和43年）に「東映ちびっ子まつり」（「東映まんがまつり」の別名）の一編として劇場公開された。

## ストーリー
ピノキオはやんちゃでいたずらが過ぎるため、天界から再び罰として元通りの木の人形にされていた。人間に戻るには善意を再び積まなければならない。ピノキオは仕方なくその条件をのむことにした。そこで、好奇心旺盛なピノキオは宇宙のやっかい者である空飛ぶ鯨のアストロ退治に出かけようと決意。ある時宇宙から来たカメにソックリなヌートルは間違えて地球に来てしまい、ピノキオはヌートルといっしょに火星に行く。

## 製作スタッフ
- 企画：フレッド・ラッド
- 原作：カルロ・コッローディ
- 製作：フレッド・ラッド、ノーム・プレスコット、レーモン・ルブラン
- 監督：レイ・グーセンス
- 脚本：フレッド・ラッド
- 撮影：ジョセ・デュティリュー
- 音楽：アーサー・コルブ、H・デボラーレ、F・レオナルド

- 日本語版主題歌：曽我町子

## 日本語版声優
- ピノキオ：曽我町子
- カメのヌートル：谷口順平
- キツネ：愛川欽也
- 星の精：荘司美代子
- 母女神：近藤ふみ子

## 日本公開での同時上映作
- ガンマー第3号 宇宙大作戦
- 河童の三平 妖怪大作戦
- 人のくらしの百万年 マニ・マニ・マーチ

『河童の三平』のみTVブローアップ版で、あとの2作は劇場用新作である。
なお本興行を以て東映冬の児童向けピクチャーは、1975年12月公開の「東映まんがまつり」まで7年間中断する。